# Yngrid de Brito Cabral
Yngrid de Brito Cabral (Rio de Janeiro, 18 febbraio 1975 – 4 dicembre 2011) è stata una cestista brasiliana.

## Carriera
Con il Brasile ha disputato i Campionati mondiali del 1990.